# どきどきすいこでん
『どきどきすいこでん』は、アイレムソフトウェアエンジニアリング（アイレム）より2011年5月12日にPlayStation Portable（PSP）向けに発売されたシミュレーションゲームである。アイレムによる略称は「どきすい」で、作品のタイトルロゴはこの4文字と相合い傘が大きく描かれたものとなっている。

## 概要
元はアイレムが2001年のエイプリルフールとして発表した作品である。この時点ではタイトルが『どきどきすいこでん〜ふりむいて! わたしがいるよ…〜』で、『水滸伝』同様に108人の恋愛対象ヒロインを擁したキャラクターや、メーカー希望小売価格49,800円の初回限定版などの特徴がある。
同年以降もアイレムの公式サイト内コンテンツ「ふる里4コマ小唄」にキャラクターが登場し、東京ゲームショウでキャラクターグッズが発売されている。
2011年1月に公式サイトにて実際のゲーム制作が発表された。当初発売予定は同年4月7日を予定していたが、同年5月12日に順延となった。なお、ダウンロード版、及び初回特典プロダクトコードの利用サービス・更新プログラムの配信については、PlayStation Network（PSN）がPSN個人情報流出事件でサービス停止していた影響により7月6日に延期された（ダウンロード版の配信は同年12月20日をもって終了）。

### 2001年エイプリルフール企画版
対応プラットフォームは未定で、発売価格は通常版が6,800円、初回限定版は49,800円である。この初回限定版には以下のものが同梱される、となっていた。
- オリジナルトレーディングカード（全108種類中ランダムで9種類）
- 特製テレホンカード（全108種類中ランダムで1種類）
- 特製ハイウェイカード（全108種類中ランダムで9種類）
- オリジナルポストカードセット（全108種類封入）
- 108人の声優が歌う、オープニングテーマ「この恋は終わらせない」シングルCD
- トレーディング等身大フィギュア（全108種類中ランダムで1種類）
- オリジナルクラバーウォッチ
- オリジナル名刺ケース
- 108人分の目覚ましボイスを収録したオリジナル目覚し時計
- 21世紀中ずっと使える「どきどき」カレンダー
- 全ヒロインが登場する、10m×2mの特大ポスター

### 2005年エイプリルフール企画版
2005年のエイプリルフールにも、アイレム製造の新ハードEXIDNAの第一弾ソフトとして『はれ ときどきすいこでん』が発表された。EXIDNA自体が冗談企画だが、消失済みの当該ページによれば『すいこでん』の後『どきどきさいゆうき』『どきどきさんごくし』『どきどきはっけんでん』『どきどきさんじゅうし』等が発表されたことになっており、これら歴代シリーズのヒロイン（ただし、全員との明記はない）と新ヒロイン、合計356人が登場する恋愛シミュレーションゲームで、2.4m×1.5m×0.6mの初回限定版は価格480,000ドル（1ドル100円としても約5000万円）となっていた。

## ストーリー
幼年期に住んでいた街に引っ越してきた主人公が、その地で通うことになった梁山学園。そこでは、「学園の七不思議」の噂が飛び交っており、学園の新聞部部長・ハイゼル祐子とともに主人公は七不思議の調査をすることとなった。

## ゲームシステム
ストーリーモードと対決モードの二つに分かれる。対決モードでは登場する女性キャラクターのコスチュームを自由に変更する事ができる。

## 登場人物
ハイゼル 祐子
声 - 金元寿子
ハイゼル星人。新聞部所属の2年生。好奇心旺盛な性格で、主人公とともに七不思議の謎に挑む。
2001年エイプリルフール企画版では「佑子」。しかし、天罡三六星に相当するどきどき36星の、序列としては32位。天佑星枠には『どきすい』には登場しない金田彩音がいるため、対応する宿星は天牢星だが、楊雄に関連付けられるエピソードはない。
小川 五月
声 - 真堂圭
主人公の幼なじみで2年生。
2001年エイプリルフール企画版では「小川姉妹の次女」とある、序列29位の天罪星枠。
八雲 公佳　
声 - 立野香菜子
良家のお嬢様の3年生。鍛錬された合気の技は師範代レベル。
2001年エイプリルフール企画版では巫女で道術を使いこなす、序列4位の天間星枠。
星野 よう子
声 - 植村友美
飛び級で海外の大学を卒業している中学1年生。主人公をお兄ちゃんと呼ぶ。
2001年エイプリルフール企画版でもハーバード大学を14歳で卒業後しているが、その後にゲームの舞台となる水滸学園へ入学し、3年生となっている。序列3位の天機星枠。
江口 礼
声 - 松岡由貴
風紀委員の3年生。男嫌い。
2001年エイプリルフール企画版では生徒会長。序列1位の天魁星枠。
八王子 那々
声 - 原嶋あかり
1年生。頭にネコ耳、お尻に尻尾をつけているが、コスプレ。
2001年エイプリルフール企画版では本物の猫娘であり、『どきすい』には登場しない犬娘の大聖寺李子と仲が悪い。序列はわくわく72星の28位、全体では64位の地飛星枠。
2001年エイプリルフール企画版・2005年エイプリルフール企画版・『どきすい』のすべてに登場することが判明している唯一のキャラクター。
ロザンナ・グラント
声 - 小林美佐
チアガール部のエース。ハーフだが関西弁。
2001年エイプリルフール企画版でも、外見は長いブロンドにダイナマイトバディ。序列はわくわく72星の58位、全体では94位の地平星枠だが、蔡福に関連付けられるエピソードはない。
関 遥
声 - 浅野真澄
梁山学園に赴任した新任教師。生徒には「遥ちゃん」と呼ばれている。
2001年エイプリルフール企画版では薙刀部部長。このキャラクターに限らず、108人全員が水滸学園の生徒だった。「先祖は神様」とあり姓も関なのでどう見ても天勇星枠だが、序列は7位。
佐保志 騎士
声 - 浜添伸也
権力に弱い、スケベでわがまま、自己中心的な3年生男子。学園長の梢が好き。
2001年エイプリルフール企画版には存在しない。
甲斐 梢
声 - 成田友絵
梁山学園の学園長。美貌を誇り、生徒には時に優しく、時に厳しく接している。
2001年エイプリルフール企画版には存在しない。裴宣に相当する当時の地正星枠は揖斐瞳である。
清里 由羽
大人びた雰囲気を持つ記憶喪失の1年生女子。
2001年エイプリルフール企画版では、両投げのソフトボール部のエース。姓名からも天捷星枠と思われるが、序列は12位。